# Michel Galabru
Michel Galabru (Safi, Frans-Marokko, 27 oktober 1922 – Parijs, 4 januari 2016) was een Franse acteur. Hij werd vooral bekend door zijn rol als 'adjudant Jérôme Gerber' in de politiekomedie Le Gendarme de Saint-Tropez.

## Biografie
Galabru werd geboren in Frans-Marokko (dan kolonie van Frankrijk), maar bracht het grootste deel van zijn jeugd door in het landelijke Avène, Hérault. Hoewel Galabru liever eerst profvoetballer wilde worden, werd hij uiteindelijk acteur.
Tijdens de Tweede Wereldoorlog werd Galabru opgeroepen door de Service du Travail Obligatoire en vervolgens naar Joegoslavië gestuurd om er te werken.
Na zijn studies aan het Jezuïetencollege Saint-Louis de Gonzague in Parijs, begon Michel Galabru zijn carrière als acteur bij de Comédie-Française (van 1950 tot 1957) alvorens te werken in de filmwereld. 
Na enkele onbeduidende rolletjes kreeg hij in 1951 zijn eerste bijrol van enige betekenis in de komedie Ma femme, ma vache et moi van Jean-Devaivre. Daarna keerde hij terug naar het theater. Vanaf 1962 was hij meer en meer te zien op het witte doek. Enkele jaren lang speelde hij telkens mee in de commercieel succesvolste Franse film van het jaar: bijrollen in de komedie La Guerre des boutons (Yves Robert, 1962), in de komedie La Cuisine au beurre (Gilles Grangier, 1963) en in de politiekomedie Le Gendarme de Saint-Tropez (Jean Girault, 1964). In 1968 was hij aanwezig in de twee grootste Franse kaskrakers: de komedies Le Petit Baigneur (Robert Dhéry) en Le gendarme se marie (Jean Girault). Zijn komisch talent werd in die tijd niet benut door de cineasten van de Nouvelle Vague, wel regelmatig door commercieel ingestelde vaklui zoals Jean Girault (samen goed voor vijftien films), Gilles Grangier, Pierre Chevalier, Bernard Borderie, Guy Lefranc, Philippe Clair, Georges Lautner (9 films) of Claude Zidi. De komische films waaraan Galabru zijn medewerking verleende volgden elkaar in hoog tempo op.
In 1977 werd hij gelauwerd met de César voor beste acteur voor zijn hoofdrol in het historisch drama Le Juge et l'Assassin (Bertrand Tavernier). Na die onderscheiding zette hij onverminderd zijn filmcarrière voort, voornamelijk in het komisch genre, maar hij kreeg eveneens af en toe ernstiger werk aangeboden zoals in drama's en tragikomedies (Le Choix des armes (1981), L'Été meurtrier (1983), Uranus (1990) en het fel in Spanje gelauwerde Belle Époque).
Hij bleef tot op hoge leeftijd trouwens een fijne neus hebben voor succesvol komisch werk, want hij was te zien in La Cage aux folles, in Astérix et Obélix contre César en in Bienvenue chez les Ch'tis, de meest succesrijke Franse film van respectievelijk de Franse filmjaren 1978, 1999 en 2008.
Galabru speelde in totaal in meer dan 200 films. Hiervoor kreeg hij ook verschillende filmprijzen.
Op 4 januari 2016 stierf Galabru in zijn slaap. Hij werd 93 jaar. Hij werd begraven op het Cimetière de Montmartre.

## Filmografie (selectie van langspeelfilms)
- 1951 - Ma Femme, ma vache et moi (Jean-Devaivre)
- 1954 - Les Lettres de mon moulin (Marcel Pagnol)
- 1958 - Suivez-moi jeune homme (Guy Lefranc)
- 1959 - Du rififi chez les femmes (Alex Joffé)
- 1959 - L'Eau à la bouche (Jacques Doniol-Valcroze)
- 1959 - Les Affreux (Marc Allégret)
- 1960 - Un soir sur la plage (Michel Boisrond)
- 1961 - La Fayette (Jean Dréville)
- 1961 - Les Nouveaux Aristocrates (Francis Rigaud)
- 1962 - La Guerre des boutons (Yves Robert)
- 1962 - Le Voyage à Biarritz (Gilles Grangier)
- 1962 - Tartarin de Tarascon (Francis Blanche)
- 1963 - Le Bon Roi Dagobert (Pierre Chevalier)
- 1963 - La Cuisine au beurre (Gilles Grangier)
- 1964 - Le Gendarme de Saint-Tropez (Jean Girault)
- 1964 - La Bonne Occase (Michel Drach)
- 1964 - Les Gorilles (Jean Girault)
- 1965 - Angélique et le Roy (Bernard Borderie)
- 1965 - Le Gendarme à New York (Jean Girault)
- 1965 - La Bourse et la Vie (Jean-Pierre Mocky)
- 1965 - Moi et les hommes de quarante ans (Jack Pinoteau)
- 1966 - La Sentinelle endormie (Jean Dréville)
- 1966 - Le facteur s'en va-t-en guerre (Claude Bernard-Aubert)
- 1966 - Monsieur le président-directeur général (Jean Girault)
- 1968 - Le petit baigneur (Robert Dhéry)
- 1968 - Un drôle de colonel (Jean Girault)
- 1968 - Le gendarme se marie (Jean Girault)
- 1970 - Le Gendarme en balade (Jean Girault)
- 1971 - La Grande Maffia... (Philippe Clair)
- 1971 - Jo (Jean Girault)
- 1971 - Le Viager (Pierre Tchernia)
- 1972 - L'Œuf (Jean Herman)
- 1972 - Elle cause plus... elle flingue (Michel Audiard)
- 1972 - La Valise (Georges Lautner)
- 1972 - Quelques messieurs trop tranquilles (Georges Lautner)
- 1973 - Le Grand Bazar (Claude Zidi)
- 1973 - Le Concierge (Jean Girault)
- 1973 - Le Führer en folie (Philippe Clair)
- 1974 - Section spéciale (Constantin Costa-Gavras)
- 1974 - Un linceul n'a pas de poches (Jean-Pierre Mocky)
- 1974 - Deux grandes filles dans un pyjama (Jean Girault)
- 1974 - Les Gaspards (Pierre Tchernia)
- 1975 - Le Grand Fanfaron (Philippe Clair)
- 1975 - L'Ibis rouge (Jean-Pierre Mocky)
- 1976 - Le Chasseur de chez Maxim's (Claude Vital)
- 1976 - L'Intrépide (Jean Girault)
- 1976 - Les Bidasses en cavale (Philippe Clair)
- 1976 - Le mille-pattes fait des claquettes (Jean Girault)
- 1976 - Le Juge et l'Assassin (Bertrand Tavernier)
- 1976 - Portrait de groupe avec dame (Gruppenbild mit dame) (Aleksandar Petrović)
- 1977 - Le Maestro (Claude Vital)
- 1977 - La Nuit de Saint-Germain-des-Prés (Bob Swaim)
- 1977 - Il gatto (Luigi Comencini)
- 1978 - L'Horoscope (Jean Girault)
- 1978 - Le Pion (Christian Gion)
- 1978 - Confidences pour confidences (Pascal Thomas)
- 1978 - L'Amour en question (André Cayatte)
- 1978 - La Cage aux folles (Edouard Molinaro)
- 1978 - Flic ou Voyou (Georges Lautner)
- 1979 - Le Gendarme et les Extra-terrestres (Jean Girault)
- 1979 - Le Mors aux dents (Laurent Heynemann)
- 1979 - Le Gagnant (Christian Gion)
- 1979 - Le Guignolo (Georges Lautner)
- 1980 - Une semaine de vacances (Bertrand Tavernier)
- 1980 - La Cage aux folles 2 (Edouard Molinaro)
- 1980 - Signé Furax (Marc Simenon)
- 1980 - L'Avare (Jean Girault en Louis de Funès)
- 1980 - Les Sous-doués (Claude Zidi)
- 1980 - Sono fotogenico (Dino Risi)
- 1980 - Une merveilleuse journée (Claude Vital)
- 1980 - Celles qu'on n'a pas eues (Pascal Thomas)
- 1981 - Le Choix des armes (Alain Corneau)
- 1981 - Est-ce bien raisonnable ? (Georges Lautner)
- 1981 - Les Fourberies de Scapin (Roger Coggio)
- 1981 - Le Bourgeois gentilhomme (Roger Coggio)
- 1982 - Y a-t-il un Français dans la salle? (Jean-Pierre Mocky)
- 1982 - Les Diplômés du dernier rang (Christian Gion)
- 1982 - Le Braconnier de Dieu (Jean-Pierre Darras)
- 1982 - Le Gendarme et les Gendarmettes (Jean Girault en Tony Aboyantz)
- 1983 - Papy fait de la résistance (Jean-Marie Poiré)
- 1983 - L'Été meurtrier (Jean Becker)
- 1984 - La Triche (Yannick Bellon)
- 1984 - Notre histoire (Bertrand Blier)
- 1984 - Partenaires (Claude d'Anna)
- 1985 - Subway (Luc Besson)
- 1985 - La Cage aux folles 3 (Georges Lautner)
- 1985 - Monsieur de Pourceaugnac (Michel Mitrani)
- 1986 - La Vie dissolue de Gérard Floque (Georges Lautner)
- 1985 - Je hais les acteurs (Gérard Krawczyk)
- 1987 - Soigne ta droite (Jean-Luc Godard)
- 1988 - L'Invité surprise (Georges Lautner)
- 1989 - La Révolution française - Les Années lumières (Robert Enrico)
- 1989 - La Folle Journée ou le mariage de Figaro (Roger Coggio)
- 1989 - Le Provincial (Christian Gion)
- 1990 - Uranus (Claude Berri)
- 1991 - Room service (Georges Lautner)
- 1992 - Belle Époque (Fernando Trueba)
- 1995 - Rainbow pour Rimbaud (Jean Teulé)
- 1996 - Mon homme (Bertrand Blier)
- 1997 - Hors jeu (Karim Dridi)
- 1998 - Que la lumière soit! (Arthur Joffé)
- 1999 - Astérix et Obélix contre César (Claude Zidi)
- 2000 - Les Acteurs (Bertrand Blier)
- 2002 - Nuit noire (Daniel Colas)
- 2003 - Les Clefs de bagnole (Laurent Baffie)
- 2003 - San-Antonio (Laurent Touil-Tartour)
- 2007 - Antonio Vivaldi, un prince à Venise (Jean-Louis Guillermon)
- 2007 - La Jeune Fille et les Loups (Gilles Legrand)
- 2008 - Bouquet final (Michel Delgado)
- 2008 - Bienvenue chez les Ch'tis (Dany Boon)
- 2009 - Neuilly sa mère ! (Gabriel Julien-Laferrière)
- 2009 - Cinéman (Yann Moix)
- 2009 - Le Petit Nicolas (Laurent Tirard)
- 2010 - Mumu (Joël Séria)
- 2010 - Un poison violent (Katell Quillévéré)
- 2012 - La mémoire dans la chair (Dominique Maillet)
- 2013 - Les Invincibles (Frédéric Berthe)

## Prijzen en nominaties

### Prijzen
- César voor beste acteur: 
  - 1977 - Le Juge et l'Assassin
- 2008 - Molière voor beste acteur in Les Chaussettes-Opus 124

### Nominaties
- César voor beste acteur in een bijrol
  - 1986 - Subway
  - 1991 - Uranus